# Galeopsis marionensis
Galeopsis marionensis är en mossdjursart som först beskrevs av Busk 1884.  Galeopsis marionensis ingår i släktet Galeopsis och familjen Celleporidae. Inga underarter finns listade i Catalogue of Life.